# ام‌اس‌سی سینفونیا
ام‌اس‌سی سینفونیا (به انگلیسی: MSC Sinfonia) یک کشتی است که طول آن ۲۵۱٫۲۵ متر (۸۲۴ فوت ۴ اینچ) می‌باشد. این کشتی در سال ۲۰۰۱ ساخته شد.